# Championnat du monde de Formule E FIA 2022-2023
Navigation
2021-2022 2023-2024
Le championnat du monde de Formule E FIA 2022-2023 est la neuvième saison du championnat du monde de Formule E, un championnat de course automobile pour véhicules électriques. Première saison des voitures de troisième génération (dites « Gen3 »), son calendrier comprend seize courses disputées dans onze villes différentes, cinq d'entre elles accueilleront deux manches sur le même week-end.

## Mouvements chez les pilotes

### Transferts
- Sébastien Buemi quitte Nissan e.DAMS pour Envision Racing[1].
- Stoffel Vandoorne quitte Mercedes EQ pour DS Dragon Racing[2].
- Lucas di Grassi quitte ROKiT Venturi Racing pour Mahindra[3].
- António Félix da Costa quitte DS Techeetah pour Porsche[4].
- Robin Frijns quitte Envision Racing pour ABT[5].
- André Lotterer passe de Porsche à l'équipe Avalanche Andretti[6].
- Sergio Sette Câmara quitte l'écurie Dragon-Penske et rejoint NIO 333[7].
- Maximilian Günther quitte Nissan e.DAMS pour Maserati MSG[8].

### Débuts
- Jake Hughes rejoint NEOM McLaren.
- Sacha Fenestraz (1 course de remplacement durant la saison 8) rejoint Nissan.
- Jehan Daruvala rejoint Mahindra en tant que Pilote de Réserve.
- David Beckmann rejoint Porsche en tant que Pilote de Réserve et Andretti en remplacement d'André Lotterer, sous contrat Porsche au 24h du Mans, pour les deux course à Jakarta.
- Roberto Merhi rejoint Mahindra pour les 7 dernières courses à partir de Jakarta en remplacement de Oliver Rowland, écarté par Mahindra.
- Kelvin van der Linde rejoint ABT pour 4 courses à Dariya, Hyderabad et Le Cap en remplacement de Robin Frijns.

### Retours de pilotes
- René Rast (départ à la fin de la saison 7), fait son retour dans le championnat avec NEOM McLaren[9].
- Nico Müller (départ pendant la saison 7), fait son retour avec ABT[10]
- Norman Nato (départ à la fin de la saison 7, 2 courses de remplacement pendant la saison 8) fait son retour à temps complet avec Nissan.

### Duos et pilotes reconduits
- Mitch Evans et Sam Bird chez Jaguar[11]
- Jean-Éric Vergne chez DS Techeetah, qui devient DS Penske[12]
- Nick Cassidy chez Envision Racing[13]
- Oliver Rowland chez Mahindra[14]
- Edoardo Mortara chez Maserati MSG (anciennement Venturi Racing)[8]
- Pascal Wehrlein chez Porsche[4]
- Jake Dennis chez Andretti[15]
- Dan Ticktum chez NIO 333[16]

### Départs
- Alexander Sims quitte Mahindra et le championnat après 4 saisons, 4 podiums et 1 victoire[17]. Il rejoint Cadillac en IMSA au volant d'une LMdH.
- Nyck de Vries quitte Mercedes EQ et le championnat après 3 saisons, 8 podiums, 4 victoire et 1 titre de champion du monde en 2020-2021. Il part en Formule 1 chez AlphaTauri.
- Antonio Giovinazzi quitte Dragon Penske Autosport  après 1 seule saison sans aucun point.
- Oliver Askew quitte Andretti après 1 seule saison et 24 points inscrits.
- Oliver Turvey quitte NIO 333 après 8 saisons, 91 courses, 1 podium et 113 points inscrits. Il reste dans le championnat en tant que pilote de réserve et conseiller sportif chez DS Penske
- Oliver Rowland est écarté par Mahindra après 4 saisons et demie, 64 courses, 6 podiums, 1 victoire et 25 courses dans l'équipe.

## Écuries et pilotes
| Équipe                           | Moteur                | N° | Pilotes                | Manches    | Pilotes de réserve                 |
| -------------------------------- | --------------------- | -- | ---------------------- | ---------- | ---------------------------------- |
| ABT CUPRA Formula E Team         | Mahindra M9-Electro   | 4  | Robin Frijns           | 1,6-16     | Kelvin van der Linde               |
| ABT CUPRA Formula E Team         | Mahindra M9-Electro   | 4  | Kelvin van der Linde   | 2-5        | Kelvin van der Linde               |
| ABT CUPRA Formula E Team         | Mahindra M9-Electro   | 51 | Nico Müller            | Toutes     | Kelvin van der Linde               |
| Avalanche Andretti Formula E     | Porsche 99X Electric  | 27 | Jake Dennis            | Toutes     | David Beckmann                     |
| Avalanche Andretti Formula E     | Porsche 99X Electric  | 36 | André Lotterer         | 1-9, 12-16 | David Beckmann                     |
| Avalanche Andretti Formula E     | Porsche 99X Electric  | 36 | David Beckmann         | 10-11      | David Beckmann                     |
| DS Penske Formula E Team         | DS E-Tense FE23       | 1  | Stoffel Vandoorne      | Toutes     | Oliver Turvey                      |
| DS Penske Formula E Team         | DS E-Tense FE23       | 25 | Jean-Éric Vergne       | Toutes     | Oliver Turvey                      |
| Envision Racing                  | Jaguar I - Type 6     | 16 | Sébastien Buemi        | Toutes     |                                    |
| Envision Racing                  | Jaguar I - Type 6     | 37 | Nick Cassidy           | Toutes     |                                    |
| Jaguar TCS Racing                | Jaguar I - Type 6     | 9  | Mitch Evans            | Toutes     | Tom Dillmann                       |
| Jaguar TCS Racing                | Jaguar I - Type 6     | 10 | Sam Bird               | Toutes     | Tom Dillmann                       |
| Mahindra Racing                  | Mahindra M9-Electro   | 8  | Oliver Rowland         | 1-9        | Jehan Daruvala Roberto Merhi       |
| Mahindra Racing                  | Mahindra M9-Electro   | 8  | Roberto Merhi          | 10-16      | Jehan Daruvala Roberto Merhi       |
| Mahindra Racing                  | Mahindra M9-Electro   | 11 | Lucas di Grassi        | Toutes     | Jehan Daruvala Roberto Merhi       |
| Maserati MSG Racing              | Maserati Tipo Folgore | 7  | Maximilian Günther     | Toutes     |                                    |
| Maserati MSG Racing              | Maserati Tipo Folgore | 48 | Edoardo Mortara        | Toutes     |                                    |
| Neom McLaren Formula E Team      | Nissan e-4ORCE 04     | 5  | Jake Hughes            | Toutes     |                                    |
| Neom McLaren Formula E Team      | Nissan e-4ORCE 04     | 58 | René Rast              | Toutes     |                                    |
| NIO 333 Racing                   | NIO 333 ER9           | 3  | Sérgio Sette Câmara    | Toutes     | Adam Carroll                       |
| NIO 333 Racing                   | NIO 333 ER9           | 33 | Dan Ticktum            | Toutes     | Adam Carroll                       |
| Nissan Formula E Team            | Nissan e-4ORCE 04     | 17 | Norman Nato            | Toutes     |                                    |
| Nissan Formula E Team            | Nissan e-4ORCE 04     | 23 | Sacha Fenestraz        | Toutes     |                                    |
| TAG Heuer Porsche Formula E Team | Porsche 99X Electric  | 13 | António Félix da Costa | Toutes     | David Beckmann Simona de Silvestro |
| TAG Heuer Porsche Formula E Team | Porsche 99X Electric  | 94 | Pascal Wehrlein        | Toutes     | David Beckmann Simona de Silvestro |

### Changements chez les écuries
- Venturi Racing (présente depuis la première saison de la Formule E) s'associe à Maserati et devient Maserati MSG Racing (MSG pour Monaco Sports Group)[18].
- Mercedes EQ Formula E Team (présente depuis la saison 6) quitte la Formule E et devient McLaren Formula E Team après avoir été rachetée par la firme britannique[19]. L'écurie est désormais motorisée par Nissan[20].
- ABT (branche sportive de Audi et anciennement associée à l'équipe Audi Sport ABT Scaheffler entre les saisons 1 et 7) revient en Formule E sous le nom de Team ABT sans liens avec Audi. L'équipe allemande est motorisée par Mahindra[21]. L'équipe annonce le 9 Décembre un partenariat avec le constructeur automobile Cupra[22].
- Envision Racing, anciennement motorisée par Audi, est motorisée par Jaguar pour la saison 9.
- Avalanche Andretti anciennement motorisée par BMW en saison 8, est motorisée par Porsche à partir de la saison 9[23].
- Dragon-Penske Autosport et DS s'associent et pour former DS Penske Racing. Par conséquent, l'écurie est motorisée par DS[24].
- Nissan e.DAMS passe entièrement sous pavillon japonais après le rachat de la branche Formule E de DAMS et se nomme Nissan Formula E Team[25].
- L'écurie DS Techeetah redevient Techeetah Formula E Team à la suite de la fin du partenariat entre DS et Techeetah. L'écurie chinoise,  n'ayant pas trouvé de nouveaux investisseurs pour continuer en Formule E, quitte le championnat[26].

## Nouvelles réglementations
Cette neuvième saison de Formule E est marquée par l'arrivée de la troisième génération de la monoplace électrique. Chaque écurie dispose du même châssis conçu par Spark Racing Technologies et de la même batterie fournie par Williams Advanced Engineering. Cependant chaque équipe est libre d'utiliser son propre groupe motopropulseur pouvant atteindre jusqu'à 350 Kwatts soit 470 chevaux.
Au niveau pneumatique, les monoplaces de chaque écuries sont équipées des pneus Hankook. Le manufacturier sud-coréen remplace le français Michelin, présent depuis la première saison.
Le Mode Attaque subit quelques changements, chaque pilote aura droit à deux activations par course et pourra choisir entre 3 scénarios : 1+3 minutes, 2+2 minutes ou 3+1 minutes.

## Essais de pré saison
Les essais de pré saison se tiendront les 13, 14 et 16 Décembre 2022 sur le Circuit Ricardo Tormo de Valence. Répartis sur 7 séances (2 chaque jour et 1 le 15 Décembre de 16h à 17h).
| Date             | Lieu/Ville       | Circuit               | Meilleur tour | Pilote             | Ecurie                |
| ---------------- | ---------------- | --------------------- | ------------- | ------------------ | --------------------- |
| 13 Décembre 2022 | Valence, Espagne | Circuit Ricardo Tormo | 1.26.096      | Maximilian Gunther | Maserati MSG Racing   |
| 14 Décembre 2022 | Valence, Espagne | Circuit Ricardo Tormo | 1.25.449      | Maximilian Gunther | Maserati MSG Racing   |
| 15 Décembre 2022 | Valence, Espagne | Circuit Ricardo Tormo | 1.25.776      | Norman Nato        | Nissan Formula E Team |
| 16 Décembre 2022 | Valence, Espagne | Circuit Ricardo Tormo | 1.25.127      | Maximilian Günther | Maserati MSG Racing   |

## Liste des courses prévues
Dévoilé en Octobre 2022, le calendrier de la saison 2022-2023 de Formule E prévoit 16 courses, prévues sur 11 week-ends différents, 5 ePrix seront à double manches.
Les ePrix suivants sont engagés pour accueillir une course de la saison 2022-2023 :
| N°   | N° | ePrix              | Pays            | Circuit                          | Date            |
| ---- | -- | ------------------ | --------------- | -------------------------------- | --------------- |
| 101e | 1  | ePrix de Mexico    | Mexique         | Autódromo Hermanos Rodríguez     | 14 janvier 2023 |
| 102e | 2  | ePrix de Dariya    | Arabie Saoudite | Circuit urbain de Dariya         | 27 janvier 2023 |
| 103e | 3  | ePrix de Dariya    | Arabie Saoudite | Circuit urbain de Dariya         | 28 janvier 2023 |
| 104e | 4  | ePrix de Hyderabad | Inde            | Circuit urbain de Hyderabad      | 11 février 2023 |
| 105e | 5  | ePrix du Cap       | Afrique du Sud  | Circuit urbain du Cap            | 25 février 2023 |
| 106e | 6  | ePrix de São Paulo | Brésil          | Circuit urbain de Sao Paulo      | 25 mars 2023    |
| 107e | 7  | ePrix de Berlin    | Allemagne       | Circuit de Berlin-Tempelhof      | 22 avril 2023   |
| 108e | 8  | ePrix de Berlin    | Allemagne       | Circuit de Berlin-Tempelhof      | 23 avril 2023   |
| 109e | 9  | ePrix de Monaco    | Monaco          | Circuit de Monaco                | 6 mai 2023      |
| 110e | 10 | ePrix de Jakarta   | Indonésie       | Circuit International de Jakarta | 3 juin 2023     |
| 111e | 11 | ePrix de Jakarta   | Indonésie       | Circuit International de Jakarta | 4 juin 2023     |
| 112e | 12 | ePrix de Portland  | États-Unis      | Portland International Raceway   | 24 juin 2023    |
| 113e | 13 | ePrix de Rome      | Italie          | Circuit urbain de l'EUR          | 15 juillet 2023 |
| 114e | 14 | ePrix de Rome      | Italie          | Circuit urbain de l'EUR          | 16 juillet 2023 |
| 115e | 15 | ePrix de Londres   | Royaume-Uni     | Circuit d'ExCeL London           | 29 juillet 2023 |
| 116e | 16 | ePrix de Londres   | Royaume-Uni     | Circuit d'ExCeL London           | 30 juillet 2023 |

## Résultats de la saison
| N° | Lieu/Ville  | Pole position      | Meilleur Tour    | Vainqueur              | Ecurie vainqueur                 |
| -- | ----------- | ------------------ | ---------------- | ---------------------- | -------------------------------- |
| 1  | Mexico City | Lucas di Grassi    | Jake Dennis      | Jake Dennis            | Avalanche Andretti Formula E     |
| 2  | Dariya      | Sebastien Buemi    | René Rast        | Pascal Wehrlein        | TAG Heuer Porsche Formula E Team |
| 3  | Dariya      | Jake Hughes        | Sam Bird         | Pascal Wehrlein        | TAG Heuer Porsche Formula E Team |
| 4  | Hyderabad   | Mitch Evans        | Nico Müller      | Jean-Éric Vergne       | DS Penske Formula E Team         |
| 5  | Le Cap      | Sacha Fenestraz    | Jean-Éric Vergne | António Félix da Costa | TAG Heuer Porsche Formula E Team |
| 6  | Sao Paulo   | Stoffel Vandoorne  | Sam Bird         | Mitch Evans            | Jaguar TCS Racing                |
| 7  | Berlin      | Sebastien Buemi    | Jake Dennis      | Mitch Evans            | Jaguar TCS Racing                |
| 8  | Berlin      | Robin Frijns       | Sébastien Buemi  | Nick Cassidy           | Envision Racing                  |
| 9  | Monaco      | Jake Hughes        | Jake Dennis      | Nick Cassidy           | Envision Racing                  |
| 10 | Jakarta     | Maximilian Gunther | Sebastien Buemi  | Pascal Wehrlein        | TAG Heuer Porsche Formula E Team |
| 11 | Jakarta     | Maximilian Gunther | Jake Dennis      | Maximilian Gunther     | Maserati MSG Racing              |
| 12 | Portland    | Jake Dennis        | Mitch Evans      | Nick Cassidy           | Envision Racing                  |
| 13 | Rome        | Mitch Evans        | Mitch Evans      | Mitch Evans            | Jaguar TCS Racing                |
| 14 | Rome        | Jake Dennis        | Jean-Éric Vergne | Jake Dennis            | Avalanche Andretti Formula E     |
| 15 | Londres     | Mitch Evans        | André Lotterer   | Mitch Evans            | Jaguar TCS Racing                |
| 16 | Londres     | Nick Cassidy       | Jake Dennis      | Nick Cassidy           | Envision Racing                  |

## Classements de la saison 2022-2023

### Système de points
Les points de la course sont attribués aux dix premiers pilotes classés. La pole position rapporte trois points, un point pour les pilotes ayant fait le meilleur tour du groupe de qualification, et un point est attribué pour le meilleur tour en course. Ce système d'attribution des points est utilisé pour chaque course du championnat.
| Position | 1er | 2e | 3e | 4e | 5e | 6e | 7e | 8e | 9e | 10e | Pole | MT |
| Points   | 25  | 18 | 15 | 12 | 10 | 8  | 6  | 4  | 2  | 1   | 3    | 1  |

### Classement des pilotes
| Pos. | Pilote                 | Ecurie    | MEX  | DAR   | DAR   | HYD   | LCA   | SAO  | BER  | BER | MON  | JAK   | JAK   | POR  | ROM  | ROM  | LON  | LON | Pts |
| ---- | ---------------------- | --------- | ---- | ----- | ----- | ----- | ----- | ---- | ---- | --- | ---- | ----- | ----- | ---- | ---- | ---- | ---- | --- | --- |
| 1    | Jake Dennis            | Andretti  | 1    | 2     | 2     | 16    | 13    | Abd. | 18*  | 2   | 3    | 2     | 2     | 2    | 4    | 1¹   | 2    | 3   | 229 |
| 2    | Nick Cassidy           | Envision  | 9    | 6     | 13    | 2     | 3     | 2    | 5    | 1   | 1    | 7¹    | 18    | 1    | 2    | 14   | Abd. | 1   | 199 |
| 3    | Mitch Evans            | Jaguar    | 8    | 10    | 7     | Abd.  | 11    | 1    | 1    | 4   | 2    | 22*   | 3     | 4    | 1    | Abd. | 1    | 2   | 197 |
| 4    | Pascal Wehrlein        | Porsche   | 2    | 1     | 1     | 4     | Abd.  | 7    | 6    | 7   | 10   | 1     | 6     | 8    | 9    | 7    | 9    | 10  | 149 |
| 5    | Jean-Éric Vergne       | DS Penske | 12   | 7     | 16    | 1     | 2     | 5    | 7    | 3   | 7    | 5     | 16    | 11   | 5    | 15   | Abd. | 22  | 107 |
| 6    | Sébastien Buemi        | Envision  | 6    | 4     | 6     | 15    | 5     | 10   | 4    | 21  | 8    | 20    | 10    | 5    | Abd. | 5    | 3    | 6   | 105 |
| 7    | Maximilian Günther     | Maserati  | 11   | Np.   | 19    | 13    | Abd.  | 11   | 3    | 6¹  | Abd. | 3     | 1     | 6    | 3    | 6    | 12   | 14  | 101 |
| 8    | Sam Bird               | Jaguar    | Abd. | 3     | 4     | Abd.  | Np.   | 3    | 2    | 19  | 16   | 21    | Np.   | 17   | Abd. | 3    | 4    | 7   | 95  |
| 9    | António Félix da Costa | Porsche   | 7    | 18    | 11    | 3     | 1     | 4    | Abd. | 5   | 15   | 8     | 7     | 3    | Abd. | 12   | 16   | 16  | 93  |
| 10   | Norman Nato            | Nissan    | Abd. | 12    | 14    | 7¹    | 8     | Abd. | 13   | 16  | 18   | 13    | 5     | 9    | 7    | 2    | 8    | 4   | 63  |
| 11   | Stoffel Vandoorne      | DS Penske | 10   | 11    | 20    | 8     | 7     | 6    | Abd. | 8   | 9    | 4     | 9     | 12   | 11   | 8    | 11   | 5   | 56  |
| 12   | Jake Hughes            | McLaren   | 5    | 8     | 5     | Abd.  | 10    | 8    | Abd. | 18  | 5    | 10    | 19*   | 18   | Np.  | 11   | 10¹  | 19  | 48  |
| 13   | René Rast              | McLaren   | 18*  | 5     | 3     | Abd.  | 4     | 9    | 17   | 13  | 17   | 12    | 15    | 14   | Abd. | 13   | 14   | 12  | 40  |
| 14   | Edoardo Mortara        | Maserati  | Abd. | Abd.  | 9     | 10    | Abd.  | Abd. | 9    | 22* | 11   | 6     | 8     | 20*  | Abd. | 4    | 5    | 11  | 39  |
| 15   | Lucas di Grassi        | Mahindra  | 3    | 13    | 15    | 14    | Np.   | 13   | 11   | 12  | 12   | 15    | 14    | 7    | Abd. | Abd. | 6    | 18  | 32  |
| 16   | Sacha Fenestraz        | Nissan    | 15   | 17    | 8     | 12    | 14*   | Abd. | 12   | 11  | 4    | 19    | 4     | 15   | 10   | 16   | Abd. | 15  | 32  |
| 17   | Dan Ticktum            | NIO       | 17   | 14    | 10    | Abd.  | 6     | 14   | Abd. | 10  | 6    | 14    | 11    | 13   | 13   | 9    | 7    | 9   | 28  |
| 18   | André Lotterer         | Andretti  | 4    | 9     | 12    | 9     | 9     | 12   | 8¹   | 20  | Abd. | Forf. | Forf. | 19   | Abd. | 17*  | 13   | 21  | 23  |
| 19   | Nico Müller            | ABT Cupra | 14   | Abd.  | Abd.  | 11    | Np.   | Abd. | 15   | 9   | 19*  | 11    | 12    | Abd. | 6    | 10   | Abd. | 8   | 15  |
| 20   | Sérgio Sette Câmara    | NIO       | 16   | 15    | 17    | 5     | 12    | 17   | 16   | 15  | 14   | 17    | Np.   | 16   | 8    | 18*  | Abd. | 13  | 14  |
| 21   | Oliver Rowland         | Mahindra  | 13   | 19    | Abd.  | 6     | Np.   | 16   | 10   | 14  | Abd. |       |       |      |      |      |      |     | 9   |
| 22   | Robin Frijns           | ABT Cupra | Abd. | Forf. | Forf. | Forf. | Forf. | 15   | 14   | 17  | 13   | 9     | 13    | 10   | Abd. | Abd. | Abd. | 17  | 6   |
| 23   | Roberto Merhi          | Mahindra  |      |       |       |       |       |      |      |     |      | 18    | 17    | Abd. | 12   | Abd. | 15   | 20  | 0   |
| 24   | Kelvin van der Linde   | ABT Cupra |      | 16    | 18    | Abd.  | Np.   |      |      |     |      |       |       |      |      |      |      |     | 0   |
| 25   | David Beckmann         | Andretti  |      |       |       |       |       |      |      |     |      | 16    | Abd.  |      |      |      |      |     | 0   |

### Classement des Équipes
| Pos. | Équipe                           | N° | MEX  | DAR  | DAR  | HYD  | LCA  | SAO  | BER  | BER | MON  | JAK | JAK  | POR  | ROM  | ROM  | LON  | LON | Pts |
| ---- | -------------------------------- | -- | ---- | ---- | ---- | ---- | ---- | ---- | ---- | --- | ---- | --- | ---- | ---- | ---- | ---- | ---- | --- | --- |
| 1    | Envision Racing                  | 16 | 6    | 4    | 6    | 15   | 5    | 10   | 4    | 21  | 8    | 20  | 10   | 5    | Abd. | 5    | 3    | 6   | 304 |
| 1    | Envision Racing                  | 37 | 9    | 6    | 13   | 2    | 3    | 2    | 5    | 1   | 1    | 7¹  | 18   | 1    | 2    | 14   | Abd. | 1   | 304 |
| 2    | Jaguar TCS Racing                | 9  | 8    | 10   | 7    | Abd. | 11   | 1    | 1    | 4   | 2    | 22* | 3    | 4    | 1    | Abd. | 1    | 2   | 292 |
| 2    | Jaguar TCS Racing                | 10 | Abd. | 3    | 4    | Abd. | Np.  | 3    | 2    | 19  | 16   | 21  | Np.  | 17   | Abd. | 3    | 4    | 7   | 292 |
| 3    | Avalanche Andretti Formula E     | 27 | 1    | 2    | 2    | 16   | 13   | Abd. | 18*  | 2   | 3    | 2   | 2    | 2    | 4    | 1¹   | 2    | 3   | 252 |
| 3    | Avalanche Andretti Formula E     | 36 | 4    | 9    | 12   | 9    | 9    | 12   | 8¹   | 20  | Abd. | 16  | Abd. | 19   | Abd. | 17*  | 13   | 21  | 252 |
| 4    | TAG Heuer Porsche Formula E Team | 13 | 7    | 18   | 11   | 3    | 1    | 4    | Abd. | 5   | 15   | 8   | 7    | 3    | Abd. | 12   | 16   | 16  | 242 |
| 4    | TAG Heuer Porsche Formula E Team | 94 | 2    | 1    | 1    | 4    | Abd. | 7    | 6    | 7   | 10   | 1   | 6    | 8    | 9    | 7    | 9    | 10  | 242 |
| 5    | DS Penske Formula E Team         | 1  | 10   | 11   | 20   | 8    | 7    | 6    | Abd. | 8   | 9    | 4   | 9    | 12   | 11   | 8    | 11   | 5   | 163 |
| 5    | DS Penske Formula E Team         | 25 | 12   | 7    | 16   | 1    | 2    | 5    | 7    | 3   | 7    | 5   | 16   | 11   | 5    | 15   | Abd. | 22  | 163 |
| 6    | Maserati MSG Racing              | 7  | 11   | Np.  | 19   | 13   | Abd. | 11   | 3    | 6¹  | Abd. | 3   | 1    | 6    | 3    | 6    | 12   | 14  | 140 |
| 6    | Maserati MSG Racing              | 48 | Abd. | Abd. | 9    | 10   | Abd. | Abd. | 9    | 22* | 11   | 6   | 8    | 20*  | Abd. | 4    | 5    | 11  | 140 |
| 7    | Nissan Formula E Team            | 17 | Abd. | 12   | 14   | 7¹   | 8    | Abd. | 13   | 16  | 18   | 13  | 5    | 9    | 7    | 2    | 8    | 4   | 95  |
| 7    | Nissan Formula E Team            | 23 | 15   | 17   | 8    | 12   | 14*  | Abd. | 12   | 11  | 4    | 19  | 4    | 15   | 10   | 16   | Abd. | 15  | 95  |
| 8    | Neom McLaren Formula E Team      | 5  | 5    | 8    | 5    | Abd. | 10   | 8    | Abd. | 18  | 5    | 10  | 19*  | 18   | Np.  | 11   | 10¹  | 19  | 88  |
| 8    | Neom McLaren Formula E Team      | 58 | 18*  | 5    | 3    | Abd. | 4    | 9    | 17   | 13  | 17   | 12  | 15   | 14   | Abd. | 13   | 14   | 12  | 88  |
| 9    | NIO 333 Racing                   | 3  | 16   | 15   | 17   | 5    | 12   | 17   | 16   | 15  | 14   | 17  | Np.  | 16   | 8    | 18*  | Abd. | 13  | 42  |
| 9    | NIO 333 Racing                   | 33 | 17   | 14   | 10   | Abd. | 6    | 14   | Abd. | 10  | 6    | 14  | 11   | 13   | 13   | 9    | 7    | 9   | 42  |
| 10   | Mahindra Racing                  | 8  | 13   | 19   | Abd. | 6    | Np.  | 16   | 10   | 14  | Abd. | 18  | 17   | Abd. | 12   | Abd. | 15   | 20  | 41  |
| 10   | Mahindra Racing                  | 11 | 3    | 13   | 15   | 14   | Np.  | 13   | 11   | 12  | 12   | 15  | 14   | 7    | Abd. | Abd. | 6    | 18  | 41  |
| 11   | ABT CUPRA Formula E Team         | 4  | Abd. | 16   | 18   | Abd. | Np.  | 15   | 14   | 17  | 13   | 9   | 13   | 10   | Abd. | Abd. | Abd. | 17  | 21  |
| 11   | ABT CUPRA Formula E Team         | 51 | 14   | Abd. | Abd. | 11   | Np.  | Abd. | 15   | 9   | 19*  | 11  | 12   | Abd. | 6    | 10   | Abd. | 8   | 21  |